# Катастрофа A310 під Сураттхані
У п'ятницю 11 грудня 1998 року в околицях Сураттхані зазнав катастрофи Airbus A310-204 компанії Thai Airways International, при цьому загинула 101 особа. За масштабами ця авіаційна катастрофа посідає друге місце серед тих, що сталися в Таїланді та в історії тайської авіації.

## Літак
Airbus A310-204 під заводським номером 415 свій перший політ виконав 3 березня 1986 року і на період випробувань мав бортовий номер F-WWBI. 29 квітня був куплений компанією Thai Airways International і отримав бортовий номер HS-TIA. На момент катастрофи авіалайнер мав близько 23 тисяч льотних годин.

## Катастрофа
Літак виконував внутрішній рейс TG 261 з Бангкока до Сураттхані й о 17:40 вилетів з аеропорту Донмианг. На його борту перебували 14 членів екіпажу і 132 пасажири, включаючи 26 туристів з інших країн. Політ мав тривати 1 годину 55 хвилин.
У Сураттхані тоді вже було темно, до того ж йшов сильний зливовий дощ. Пілот двічі намагався виконати посадку в аеропорту Сураттхані, але обидва рази переривав захід. Незважаючи на це, пілот зробив третю спробу. Але під час цієї спроби лайнер знизився нижче глісади і о 19:10 (за іншими даними — 18:45) врізався в плантацію каучуку за 3 милі на південний захід від аеропорту і повністю зруйнувався та занурився у болотисту землю.
У розбиранні уламків взяло участь близько 500 рятувальників, яким доводилося витягувати тіла і уламки з болота й ріки. Загалом у катастрофі загинули 11 членів екіпажу, включаючи обох пілотів, і 90 пасажирів, у тому числі 14 іноземців (громадяни Австрії, Великої Британії, Німеччини, Норвегії, США (2 особи), Фінляндії та Японії), тобто загалом 101 особа. Серед загиблих була й сестра міністра транспорту і зв'язку Таїланду. Вижили 45 осіб (включаючи 5 дітей): 33 тайці, 3 австралійців, 3 німців, 3 японців, 2 громадян Ізраїлю та 1 британець.
На початок 2014 року катастрофа рейсу 261 посідає друге місце серед авіакатастроф, як тих що відбулися в Таїланді (після  катастрофи австрійського Boeing 767 в районі Данчанга 1991 року, 223 загиблих), так і в історії тайської авіації (після катастрофи A310, також компанії Thai Airways, в Непалі 1992 року, 113 загиблих).

## Причини
За словами президента авіакомпанії Thai Airways Тамнуна Уанглі (Thamnoon Wanglee), сім'ї загиблих отримали по 100 тисяч доларів компенсації на загиблого, поранені одержали по 5550 доларів.
Точну причину катастрофи не вдалось встановити. Найбільш імовірною називають дезорієнтацію пілотів у складних погодних умовах. Щодо питання, чи працювала система посадки аеропорту, думки розходяться. Так, одні анонімні джерела повідомили, що її розібрали за кілька місяців до події, а диспетчерам дали вказівки давати екіпажам розпливчасті відповіді на питання про її роботу. Інші джерела у відповідь заявили, що система працювала справно. Також точно не визначено, чому пілот не пішов на запасний аеродром після двох невдалих спроб.
Варто зазначити, що в червні того ж 1998 року авіакомпанія почала поступово відмовлятися від використання іноземних пілотів на користь тайських, при цьому, зі слів віце-президента компанії Чамлунга Пумпенга (Chamlong Poompuang), пілотів навчали діяти дуже обережно. Разом з тим Чамлунг Пумпенг визнав, що у зв'язку з кризою в країні компанія вживала заходів щодо економії палива, але це не повинно було суперечити безпеці. Як заявив Тамнун Уанглі: Безпека для нас є найвищим пріоритетом. Курс нашої політики і те, що сталося — дві різні речі (англ. Safety is our highest priority. What our policy is and what happened are two different things.).